# Synolcus incisuralis
Synolcus incisuralis är en tvåvingeart som först beskrevs av Macquart 1838.  Synolcus incisuralis ingår i släktet Synolcus och familjen rovflugor. Inga underarter finns listade i Catalogue of Life.